# بريتن (ألمانيا)
برتن (بالألمانية: Bretten) هي district capital، مدينة، بلدة ألمانية وGrosse Kreisstadt تقع في ألمانيا في بادن-فورتمبيرغ. يقدر عدد سكانها بـ 28,095 نسمة .

## المدن التوأمة
مدن همر، فيتنبرغ، لوجيمو، بيليغارد-سور-فالسيرين (أين)، Condeixa-a-Nova Municipality، Pontypool وHidas هي مدن توأمة لـبرتن.

## أعلام
- فيليب فورستر
- هرمان ويبر
- سوفي شوبرت
- سيرهات اكين
- فيليب ملانكتون